# Dišeče predivo
Dišeče predivo je pesniška zbirka Matjaža Kocbeka. Zbirka je izšla leta 1981 pri založbi Obzorja.

## Vsebina
Delo je v tesni povezavi s Kocbekovo pesniško zbirko Opalni rob. Sestavljajo jo kratke, deloma nenaslovljene pesmi, razdeljene v sedem ciklov. 
Avtor v zbirki spet išče prvotne pomene besed. Ti so skriti za tistimi, ki jim imajo besede v svetu, zaznamovanem z ideologijo. Najbolj izrazito se to iskanje kaže v pesmi Impulz iz cikla Dobro jutro, ilovica!. V pesmi razmišlja o razkrivanju bistva znamenj, s katerim bi prišel tudi do razkritja bistva Slovencev.